# Simone Delaunay
Pour les articles homonymes, voir Delaunay.
Simone Delaunay, née le 17 décembre 1900 à Montargis et morte le 2 août 1976 à Villiers-le-Bel, est une artiste française active au XXe siècle.

## Biographie
Née à Montargis, Simone Delaunay participe au Salon d'Automne à Paris dès 1925 et au Salon des Tuileries dès 1927. En 1928, elle prend part de nouveau au Salon d'Automne.
Elle épouse en 1937 l'artiste peintre Achille Richard (1895-1962).

## Œuvres
- Portrait de Mme D.[6].
- Fenêtre[6].
- Paysage[6].
- le port de Bastia[7].